# Corvara in Badia
Corvara in Badia, röviden Corvara, elavult német nevén Kurfar, település Olaszországban, Bolzano autonóm megyében. Lakosainak száma 1396 fő (2023. január 1.). Corvara in Badia Badia, Canazei, Livinallongo del Col di Lana, San Martino in Badia és Selva di Val Gardena községekkel határos.

## Népesség
A település népességének változása:
| Lakosok száma | 1266 | 1369 | 1372 | 1396 |
|               | 2008 | 2017 | 2018 | 2023 |